# Wilson, Kansas
Wilson là một thành phố thuộc quận Ellsworth, tiểu bang Kansas, Hoa Kỳ. Năm 2010, dân số của xã này là 781 người.